# Aegomorphus lengii
Aegomorphus lengii es una especie de escarabajo longicornio del género Aegomorphus,  subfamilia Lamiinae. Fue descrita científicamente por Wickham en 1914.
Se distribuye por América del Norte.